# Grallaria spatiator
El tororoí de Sierra Nevada (Grallaria spatiator) es una especie de ave paseriforme de la familia Grallariidae, perteneciente al numeroso género Grallaria. Es endémico de la Sierra Nevada de Santa Marta en Colombia. Era tratado como una subespecie de Grallaria rufula hasta la propuesta de su separación en el año 2020.

## Distribución y hábitat
Se encuentra únicamente en la Sierra Nevada de Santa Marta, en el noreste de Colombia, en los departamentos de Magdalena, La Guajira y Cesar; en altitudes entre 2200 y 2900 m.

## Sistemática

### Descripción original
La especie G. spatiator fue descrita por primera vez por el ornitólogo estadounidense Outram Bangs en 1898 bajo el mismo nombre científico; la localidad tipo es: «Páramo de Macotama, 8000 pies (c. 2440 m), La Guajira, Colombia».

### Etimología
El nombre genérico femenino «Grallaria» deriva del latín moderno «grallarius»: que camina sobre zancos; zancudo; y el nombre de la especie «spatiator», del latín: caminante, paseante.

### Taxonomía
Los trabajos de Isler et al. (2020) estudiaron las diversas poblaciones del complejo Grallaria rufula, que se distribuye por las selvas húmedas montanas andinas desde el norte de Colombia y adyacente Venezuela hasta el centro de Bolivia. Sus plumajes son generalmente uniformes variando del leonado al canela, y cambian sutilmente en la tonalidad y la saturación a lo largo de su distribución. En contraste, se encontraron diferencias substanciales en las vocalizaciones entre poblaciones geográficamente aisladas o parapátricas. Utilizando una amplia filogenia molecular, y con base en las diferencias diagnósticas en la vocalización, y en el plumaje donde pertinente, los autores identificaron dieciséis poblaciones diferentes al nivel de especies, siendo tres ya existentes (G. rufula, G. blakei y G. rufocinerea), siete previamente designadas como subespecies (una de ellas, la presente especie) y, notablemente, seis nuevas especies.